# Menhir von Couëbrac

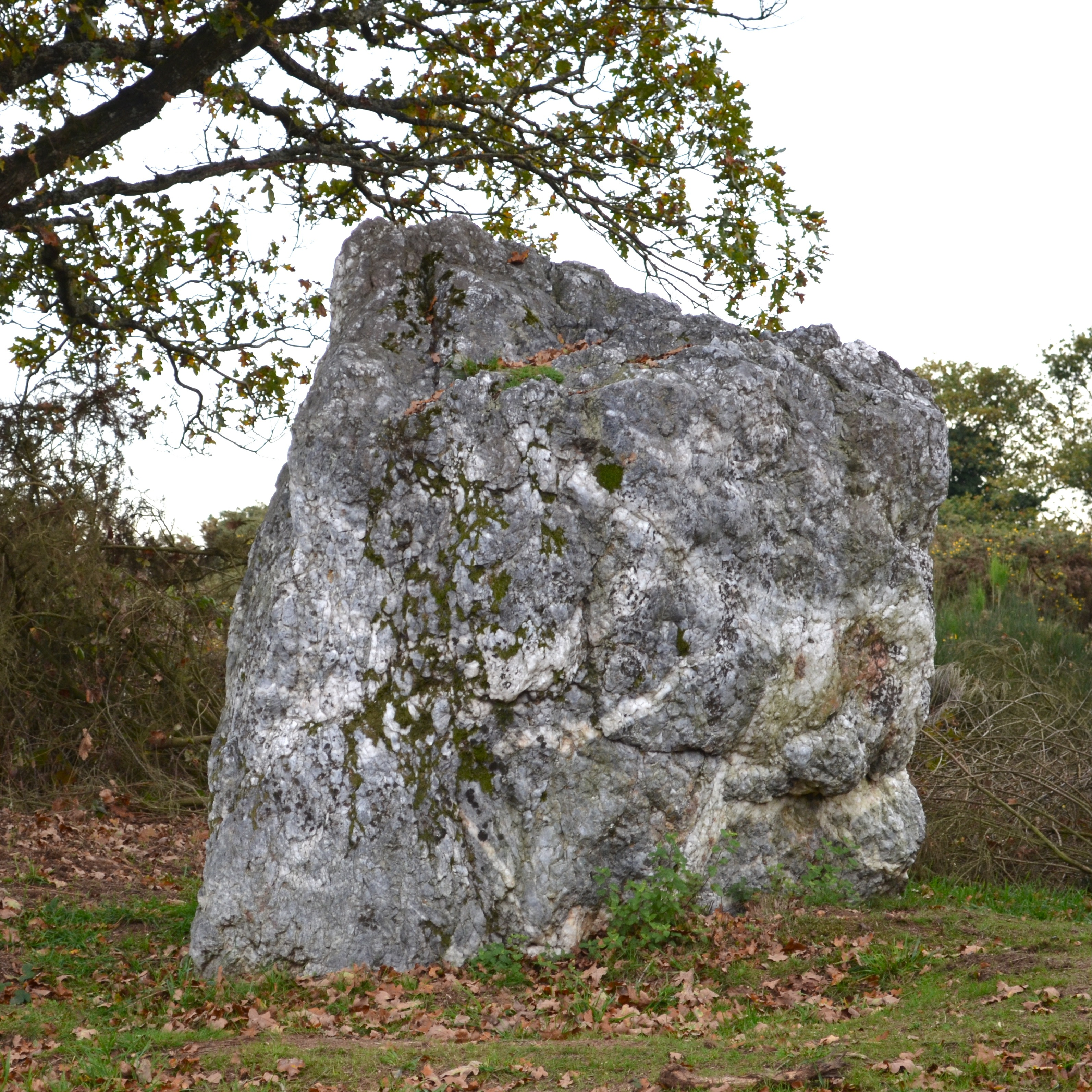
Menhir von Couëbrac

Der Menhir von Couëbrac (auch Menhir von Coisbrac genannt) ist ein geäderter, weißer Quarzmenhir mit kleinen Einschlüssen von Kassiterit (früher Zinnstein genannt). Seine Höhe beträgt 2,8 m, seine Breite 2,15 m. Er ist 60 bis 75 cm dick.
Der Menhir befindet sich westlich des Weilers Coisbrac, östlich von Nozay im Département Loire-Atlantique in Frankreich, am Ende einer breiten mit Heide bedeckten Landzunge bei „Le Fayel“ und einer Zuwegung, die an einer felsigen Schieferschlucht oberhalb eines Bachlaufes endet.
Er ist seit 1928 als Monument historique eingestuft.